# Portugal Cove South
Portugal Cove South is een gemeente (town) in Newfoundland en Labrador, de oostelijkste provincie van Canada. Het bevindt zich op het schiereiland Avalon, in het uiterste zuidoosten van het eiland Newfoundland.

## Demografie
In de volkstelling van 2021, uitgevoerd door Statistics Canada, had Portugal Cove South een bevolking van 101 inwoners. Zij woonden in 55 van de in totaal 89 woningen. Met een oppervlakte van 1,08 km², had het een bevolkingsdichtheid van 93,5 inwoners per vierkante kilometer in 2021.